# ATELIER NOVA
『ATELIER NOVA』（アトリエ・ノヴァ）は、2012年10月6日から2016年3月26日までJ-WAVEで放送されていたラジオ番組。

## 概要
2011年9月のCURIOUS終了後、産休に入っていたクリス智子の1年ぶりのJ-WAVEナビゲーター復帰となる番組。題名の通り、アートに関する内容が番組のメインになっている。

## 放送時間
- 土曜日 12:00-15:00

## ナビゲーター
- クリス智子

## 主なコーナー
- 12:15 - Antenna* MARBLE PALLETTE
生活に彩りを与えてくれるトピックスを紹介するコーナー
- 13:05 - MON CAFE READING POSTCARDS
- 13:35 - Audi PLEASURE MOTIF
ゲストコーナー。
- 14:10 - JUN SOUND POOL / ナビゲーター:藤原ヒロシ
CAFE GALERIAに代わり、2013年10月5日から開始。
- 14:40 - MITSUI FUDOSAN COME ACROSS TOKYO
東京のスポットやイベント情報を紹介するコーナー。

## 終了したコーナー
- CAFE GALERIA
番組開始から2013年9月28日まで放送。週替わりのゲストが選曲したノンストップミックスゾーン。
- EDITION BLUE READING PORTRAITS